# Beurnevésin
Beurnevésin är en ort och före detta kommun i distriktet Porrentruy i kantonen Jura, Schweiz. Kommunen har 117 invånare (2021). Den 1 januari 2024 uppgick kommunen i Basse-Vendline.